# Ermida de São Brás (Évora)
A Ermida de São Brás é uma ermida situada no Rossio de São Brás, freguesia da Malagueira e Horta das Figueiras, em Évora, Portugal. 
Encontra-se classificada como Património Cultural Imateral da Humanidade GOV Portugal desde 1910.

## História
A Ermida de São Brás, situada extra-muros no Rossio de São Brás, foi mandada construir por D. João II, no local onde já existiria uma pequena gafaria provisória em madeira, erguida para tratar dos doentes afectados pela peste que assolou o país em 1479-80. O povo de Évora, o rei e o bispo executor da obra, D. Garcia de Meneses, mostravam assim a sua devoção por São Brás, a quem se rezava habitualmente aquando de uma epidemia. A obra, cuja licença eclesiástica data de 7 de setembro de 1480, terá começado em 1482, e a ermida já estava aberta ao culto em 1490 (ESPANCA, Túlio, 1966). O monumento, projectado por mestre desconhecido, é particularmente inovador na utilização de um estilo manuelino-mudéjar tipicamente alentejano, com sucessão de volumes escalonados, robustos e coroados por merlões, e inaugura na cidade a utilização, depois largamente divulgada em monumentos de todo o Alentejo, de elementos arquitectónicos como os contrafortes cilíndricos com coruchéus cónicos (PEREZ EMBID, Florentino, 1955, p.134). Juntamente com as igrejas dos Lóios e S. Francisco, este templo marca a introdução do tardo-gótico em Évora.
Erguida sobre uma plataforma destinada a vencer um desnível do terreno, a ermida tem fachada principal com nártex aberto em três grandes arcos ogivais apoiados em meias colunas de alvenaria com capitéis vegetalistas, enquadrados por poderosos torreões cilíndricos ameiados. Neste pórtico terá existido uma decoração mural com as armas e o pelicano de D. João II, possivelmente perdida nas obras sucessivas que o templo sofreu (ESPANCA, Túlio, 1966). O corpo da igreja, todo caiado, possui catorze contrafortes cilíndricos, com os torreões do pórtico, terminados num friso de merlões chanfrados, e todos coroados por coruchéus cónicos. A cabeceira é um corpo cúbico, alargado lateralmente pelos volumes mais baixos e muito estreitos das sacristias, também ameiadas, onde se rasgam frestas ogivais. Sobre a capela-mor ergue-se o lanternim hexagonal, e no topo norte, deitando para a sacristia, destaca-se o campanário. De salientar ainda a sucessão de interessantes gárgulas de granito, de temática zoomórfica, ao longo do edifício.
No interior de nave única, coberta por abóbada de volta perfeita, existem vários painéis de azulejo de padrão geométrico, em verde e branco, ainda quinhentistas e de ressonâncias mudéjares; os altares de talha dourada setecentista, um de cada lado da nave, são dedicados a São Romão e a Nossa Senhora das Candeias. Na capela-mor, o retábulo também em talha dourada enquadra uma escultura de madeira do santo padroeiro do templo, em edícula central. As pinturas são no geral arcaizantes, de nítida influência flamenga e interesse apenas regional, datáveis da segunda metade de quinhentos, embora respeitem a duas empreitadas distintas Guarda-se no Museu Regional de Évora parte do importante recheio de ourivesaria sacra, de prata dourada, da extinta Confraria de São Brás. Existe ainda algum mobiliário setecentista nas dependências da igreja, bem como uma pia de água benta, renascentista, em mármore.
O templo sofreu beneficiações em 1573, custeadas pelo Cardeal-Infante D. Henrique, e constando basicamente de decorações murais nas paredes e abóbadas da nave e execução do retábulo de talha, mas as pinturas (e vários altares) ficaram destruídos em 1663, por ocasião dos bombardeamentos da cidade pelas tropas castelhanas, particularmente desastroso por a ermida se encontrar na cintura defensiva do Rossio de São Brás. Embora os trabalhos de restauro tenham começado imediatamente, os últimos vestígios das pinturas murais desapareceram nas reformas camarárias de finais do século XIX e início do século XX. Ainda hoje são visíveis alguns vestígios de um friso de esgrafitos, incluindo emblemas manuelinos e temas geométricos, ao longo do remate superior da fachada, agora restaurada e pintada de novo.

## Padroeiros
Os nossos Padroeiros são São Brás, que se festeja no dia 03 de fevereiro e Nossa Senhora das Candeias, que se festeja dia 2 de fevereiro.